# Gunnera hamiltonii
Gunnera hamiltonii là một loài thực vật có hoa trong họ Dương nhị tiên. Loài này được Kirk ex W.S.Ham. mô tả khoa học đầu tiên năm 1885.